# Lycodes pectoralis
Lycodes pectoralis är en fiskart som beskrevs av Toyoshima, 1985. Lycodes pectoralis ingår i släktet Lycodes och familjen tånglakefiskar. Inga underarter finns listade i Catalogue of Life.